# Stazione di Peschiera (FMP)
Stazione di Peschiera vasútállomás Olaszországban, Veneto régióban, Peschiera del Garda településen.

## Vasútvonalak
Az állomást az alábbi vasútvonalak érintik:
- Mantova-Peschiera-vasútvonal

## Kapcsolódó állomások
A vasútállomáshoz az alábbi állomások vannak a legközelebb: 
- Stazione di Salionze